# Noctuocoris
Noctuocoris is een geslacht van wantsen uit de familie van de Miridae (blindwantsen). Het geslacht werd voor het eerst wetenschappelijk beschreven door Knight in 1923.

## Soorten
Het genus bevat de volgende soorten:

- Noctuocoris autlan Schwartz & Stonedahl, 1986
- Noctuocoris conspurcatus Schwartz & Stonedahl, 1986
- Noctuocoris fumidus (Van Duzee, 1916)